# DNase-seq
DNase-Seq или определение чувствительности к ДНКазе — это молекулярно-биологический метод, наряду с FAIRE-Seq, используемый для определения положения регуляторных регионов. Метод основан на секвенировании областей, гиперчувствительных к расщеплению ДНКазой I. DNase-Seq используется для определения глобального распределения сайтов расщепления ДНКазой I и, следовательно, открытого хроматина, в котором часто и локализованы регуляторные элементы. DNase-Seq является особенно привлекательным для идентификации регуляторных элементов, так как не полагается на наличие или специфичность антител.

## Теоретическое обоснование
Упаковка ДНК в нуклеосомы выполняет структурирующую роль и является важным для транскрипции фактором, определяющим способность ДНК связываться с белками. Это облегчает репликацию и координацию активности генов.
Говоря о доступности хроматина, выделяют две его конформации — открытую и закрытую. Закрытой конформации соответствует ДНК, упакованная в нуклеосомы и структуры высших порядков. Ранние исследования показали, что участки ДНК, не входящие в нуклеосомы (открытая конформация) сверхчувствительны к ДНКазе I и отвечают за активацию генов. За последние 25 лет обычным саузерн-блоттингом были определены сотни сверхчувствительных сайтов. Картирование этих сайтов внесло существенный вклад в идентификацию различных видов регуляторных элементов генома — промоторов, энхансеров, сайленсеров, инсуляторов. Идентификация активных элементов регуляции генов необходима для понимания регуляции биологических процессов на уровне транскрипции. К таким процессам относятся дифференцировка, развитие, пролиферация клеток и их ответ на воздействия окружающей среды.
На селективном разрезании ДНКазой I этих важных для регуляции биологических процессов участков, не входящих в состав нуклеосом, основан метод DNase-seq, впервые описанный в 2008 году.

## Процедура
Основные реагенты:
- однородная культура клеток
- дезоксинуклеозидтрифосфаты
- стрептавидиновые зерна
- линкеры — отожженные олигонуклеотидные последовательности
- праймер для секвенирования
- праймеры для ПЦР
- ДНК-лигаза Т4
- ДНК-полимераза Т4

Ход работы
1. Выделение ядер
  - После центрифугирования и промывания буфером порядка 50 млн клеток, полученную суспензию тщательно перемешивают с лизирующим буфером.
  - Окрашивают Trypan синим для проверки качества лизиса. Если лизис прошёл успешно, должно окраситься 99 % клеток.
  - Центрифугируют для осаждения ядер и полностью удаляют супернатант.
2. Обработка ДНКазой I и заключение ДНК в агарозу
3. Идентификация продуктов обработки ДНКазой с помощью электрофореза в PFG (pulse field gel).
4. Затупление образующихся выступающих концов
5. Создание библиотеки. Производится отжиг двух пар олигонуклеотидных последовательностей для создания двух линкеров. Затем с одним из линкеров лигируют концы, обработанные ДНКазой. После этого нелигированные линкеры следует отделить от лигированной ДНК и изолировать их друг от друга.

Затем лигированную ДНК обрабатывают эндонуклеазой рестрикции MmeI, в результате чего образуются дефосфорилированные концы. Их необходимо лигировать со вторым (фосфорилированным) линкером.
Таким образом, получают продукт DNase-seq. Его амплифицируют и проводят электрофорез с продуктом амплификации.
После картирования ридов, фоновый шум в результате случайного переваривания ДНКазой I (который обычно намного слабее подлинного) удаляется путём сравнения сигнала в данной позиции с большим фланкирующим регионом и ожидаемым фоновым сигналом. Резкие границы между соседними DHSs сглаживаются в программах, например, F-seq, на основе таких алгоритмов как HotSpot, оптимизированных для работы с данными полученными по разным протоколам.
Примечания
- Метод работает только для свежеприготовленных образцов и исключает использование замороженных или каким-либо другим способом фиксированных образцов.
- Время лизиса и концентрации детергента должны быть оптимизированы для достижения максимальной эффективности лизиса и сохранения большинства ядер интактными. В случае успешного лизиса количество полученных ядер по сравнению с исходным количеством клеток должно быть в пределах 80-100 %.
- Скрининг по размеру до и во время строительства библиотек напрямую влияет на представление сильных и слабых сайтов ДНКазы I.
- Контроль эффективности обогащения и специфичности ДНКазы I с помощью количественной ПЦР или Саузерн блоттинга важен для улучшения получаемых данных. Основываясь на этих данных можно регулировать концентрацию ДНКазы I для достижения оптимального обогащения.

Возможные проблемы и пути их решения
- Согласно методике рекомендуется анализировать 50 млн клеток. Как поступить, если клеток не хватает?
  - Эксперименты проводились и с меньшим количеством клеток. Можно пересчитать концентрации и объёмы пропорционально количеству клеток, однако вообще все пропорции определяются эмпирически исходя из количества и типа клеток.
- Клетки плохо пролизировались недостаточно или, напротив, чрезмерно. Чрезмерный лизис клеток может привести к их слипанию и выпадению в осадок.
  - Необходимо правильно подбирать концентрацию лизирующего агента. Различные клеточные линии обладают разной чувствительностью к таким агентам. Следует протестировать разные концентрации на небольшом числе клеток (5 млн.).
- ДНК не полностью или избыточно разрезалась ДНКазой.
  - Как и в случае лизиса, решающую роль играет концентрация. Если разрезание происходит недостаточно эффективно, следует увеличить концентрацию фермента или время обработки или взять меньшее число клеток. При избыточной обработке следует сократить воздействие ДНКазы и взять её в меньшей концентрации.

## Сопоставление с другими методами
Данные DNase-seq коррелируют с данными DNase-ChIP. Результаты, полученные обоими методами, коррелируют с результатами количественной ПЦР. Однако между этими методами много различий. DNase-seq, в отличие от DNase-ChIP, используется только для экспериментов со всем геномом. DNase-ChIP обладает меньшей точностью, но большей гибкостью и может быть использован и для исследования отдельных участков генома.
DNase-seq — прямой метод, применимый к клеткам любого типа любого вида, чей геном секвенирован. DNase-seq очень удобен для идентификации регуляторных элементов генома в первом приближении. Однако биологические функции этих элементов этот метод напрямую не объясняет. Для определения функций регуляторных элементов необходимо использовать другие методы, такие как хроматиновая иммунопреципитация.
Существуют бионинформатические алгоритмы, позволяющие обработать сырые экспериментальные данные и провести более тщательный анализ генома. Например, с точностью до нуклеотида можно определить участки, где ДНК связывалась с белками, т. наз. белковые следы. Если сгруппировать белковые следы и гиперчувствительные сайты в кластеры с более ясными биологическими функциями и соотнести с данными о регуляторных последовательностях генома, можно сделать вывод о том, как доступность хроматина влияет на взаимодействие ДНК с транскрипционными факторами.
В открытом доступе существует сервер, содержащий данные DNase- и ChIP-seq человека и мыши.

## Проект ENCODE
Одной из целей проекта ENCODE является картирование всех гиперчувствительных сайтов в геноме человека с целью систематизации регуляторной ДНК. С помощью высокопроизводительного секвенирования был получен профиль гиперчувствительных сайтов для 125 типов клеток человека. В результате было идентифицировано 2,9 млн гиперчувствительных сайтов. 34 % были специфичны для каждого типа клеток и только небольшое количество было обнаружено во всех типах клеток. Эти данные дают представление о большой сложности регулирования экспрессии в человеческом геноме и о количестве элементов контролирующих эту регуляцию.
Вопрос о том, сможет ли DNase-seq заменить ChIP-seq и до какой степени, остаётся предметом будущих исследований.